# Aegithalos fuliginosus
Aegithalos fuliginosus е вид птица от семейство Aegithalidae. Видът е незастрашен от изчезване.

## Разпространение
Разпространен е в Китай.